# Hedleyoconcha ailaketoae
Hedleyoconcha ailaketoae är en snäckart som beskrevs av Stanisic 1990. Hedleyoconcha ailaketoae ingår i släktet Hedleyoconcha och familjen Charopidae. IUCN kategoriserar arten globalt som sårbar. Inga underarter finns listade i Catalogue of Life.